# Helmut Busse
Helmut Busse (* 4. Februar 1960) ist ein deutscher Rugbyspieler und -trainer.

## Werdegang
Helmut Busse lief insgesamt 34-mal für die Rugby-Union-Nationalmannschaft der DDR auf, womit nur vier Spieler auf mehr Einsätze für die DDR kamen. Lange Jahre spielte er mit seinem fast drei Jahre jüngeren Bruder Torsten Busse gemeinsam auf der Position des Props in der Ersten Reihe. Heimatverein war die BSG Stahl Brandenburg, für die er in der Oberliga spielte. Größter Erfolg mit dem Verein war die Vizemeisterschaft in der DDR-Oberliga in der Saison 1987/88 hinter Stahl Hennigsdorf. Nach der politischen Wende spielte er im in SG Stahl Brandenburg umbenannten Verein viele Jahre in der Regionalliga und in den Jahren 2000 bis 2002 und 2005 bis 2007 in der 2. Bundesliga Nord/Ost. Seit mehreren Jahren trainiert er das Altherrenteam der SG Stahl.